# Guillem de Saint-Cloud
Guillem de Saint-Cloud (francès: Guillaume de Saint-Cloud) va ser un astrònom francès de la fi del segle xiii.
És conegut pel seu Almanach preparat probablement el 1292, dedicat a Maria de Brabant, i traduït per Joana de Navarra. Aquest almanac, un dels rars testimonis d'observacions astronòmiques a la fi de l'Edat Mitjana Clàssica, conté les efemèrides astronòmiques del Sol, la Lluna i els planetes i preconitza també l'ús de la cambra obscura per a l'observació dels eclipsis solars.